# Jean-Michel Ferrand (pétanque)
Pour les articles homonymes, voir Ferrand.
Jean-Michel Ferrand, est un joueur de pétanque français. 

## Biographie
Il se positionne en milieu ou pointeur.

## Clubs
- ?-? : Pétanque l'Ecusson Toulouse (Haute-Garonne)
- ?-? : BJ Colomiers (Haute-Garonne)

## Palmarès[1]

### Séniors

#### Championnats du monde
Troisième
- Triplette 1984 (avec Daniel Dejean et Jean-Claude Lagarde) :  Équipe de France

#### Jeux mondiaux
Vainqueur
- Triplette 1985 (avec Daniel Dejean et Jean-Claude Lagarde) :  Équipe de France[2]

#### Championnats de France
Champion de France
- Triplette 1991 (avec Jean-Claude Lagarde et Philippe Rouquie) : Pétanque l'Ecusson Toulouse
- Triplette 2014 (avec Stéphane Berlier et Philippe Rouquie) : BJ Colomiers

Finaliste
- Triplette 1984 (avec Daniel Dejean et Jean-Claude Lagarde)